# Estadio das Castanheiras
El Estadio das Castanheiras. Es un estadio de futbol ubicado en Farroupilha, estado de Rio Grande do Sul, Brasil. También se conoce como Rubro Verde y es el estadio local del club de futbol profesional Brasil de Farroupilha. 

## Historia
Construido por el municipio de Farroupilha, el Estádio das Castanheiras tiene una capacidad para aproximadamente 5.000 personas.
Concedida a SERC Brasil, la casa del rubro-verde fue renovada en 2007 y 2011. El Estadio ganó nuevos vestuarios, gimnasio, sector administrativo, cabinas de prensa y palcos. Se pintaron las gradas y se reemplazaron las vallas. El cambio más grande, sin embargo, fue en el campo, que hoy es uno de los mejores y más grandes del país.
En 2014 fue acreditado por la FIFA como Centro de Entrenamiento para la Copa del Mundo. Esta elección proporcionó al club, al año siguiente, un presupuesto que le permitió llevar a cabo otras mejoras en el complejo. Se impermeabilizaron las gradas y las zonas vulnerables, se renovaron las casetas de prensa existentes y se construyó otro tramo, una cobertura de 60 metros de las gradas, que también se pintó y se dotó de asientos de plástico. Paralelamente, la Dirección llevó a cabo mejoras en el entorno del complejo, mejorando la accesibilidad, renovando también vestuarios, cafetería y alojamiento.
El Estadio está ubicado en el Parque Cinquentenario, que alberga Fenakiwi, el evento más grande de la ciudad.
En los alrededores del Estadio hay dos gimnasios deportivos y el Kartódromo de Farroupilha, considerado uno de los mejores del país.
El Estadio está ubicado en uno de los puntos más altos de la ciudad. Desde las gradas, los aficionados disfrutan de una vista privilegiada del centro de Farroupilha y la geografía de la Serra Gaucha.